# Требеж (Брежице)
Требеж (словен. Trebež) — поселення в общині Брежиці, Споднєпосавський регіон, Словенія. Висота над рівнем моря: 160,2 м.